# Nutella
Nutella er et nøddepålæg med spor af kakao, som blev opfundet i 1946  og markedsført under navnet Nutella i 1960'erne. Det bliver fremstillet hos chokoladefabrikanten Ferrero. 
Pålægget kommer fra Italien, og det er meget anvendt i hele Europa. Af Ferreros hjemmeside fremgår det, at der på verdensplan bliver solgt mere Nutella end peanutbutter.
Ud over at have pålægget på brødet, er det i Frankrig og i Italien også normalt at servere det på crêpes som hurtigmad.
Nutella markedsføres i 75 lande.
Det var Pietro Ferrero der i 1946 gjorde denne opfindelse. Det hed i starten Pasta Giandujot og derefter Supercrema, men blev i 1963 omdøbt til Nutella som man kender det i dag.